# 余能斌
余能斌（1938年10月21日—2023年1月4日），男，湖北黄梅人，中国民法学家、法学教育家，武汉大学法学院教授，博士生导师。